# Relações entre China e Quirguistão
As relações entre China e Quirguistão seriam uma área de grande incerteza para o governo de Bishkek a partir de 1996. A zona de livre comércio em Naryn atraiu um grande número de empresários chineses, que passaram a dominar a maior parte da importação e exportação de bens de pequeno porte. A maior parte deste comércio está em escambo conduzido por quirguizes ou cazaques que são cidadãos chineses. O governo do Quirguistão manifestou-se alarmado com o número de chineses que se deslocam para Naryn e outras partes do Quirguistão, porém nenhuma medida preventiva foi tomada a partir de 1996. 

## Migração

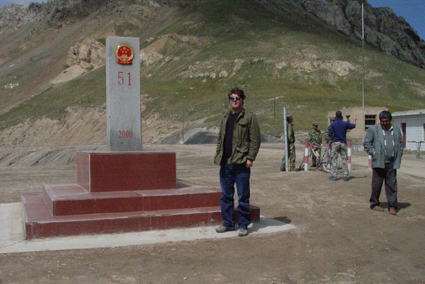
O cruzamento de fronteira chinês no passo de Torugart na estrada entre Bishkek (Quirguistão) e Kashgar (Xinjiang).

As relações entre as duas nações foram dificultadas pelo fato de que a China não desejava a independência do Quirguistão, um Estado turco, por encorajar os habitantes turcos da província chinesa de Xinjiang a buscarem sua própria independência. Há algum sentimento anti-uigur no Quirguistão. Daniar Usenov, que se tornaria o primeiro-ministro do Quirguistão em 2009, recebeu elogios de múltiplos jornais do Quirguistão por articular o temor em 1999 de que o Quirguistão se tornaria um "Uiguristão" através de um suposto plano chinês de miscigenação.  O Quirguistão se recusou a permitir a formação de um partido uigur.

## Comércio

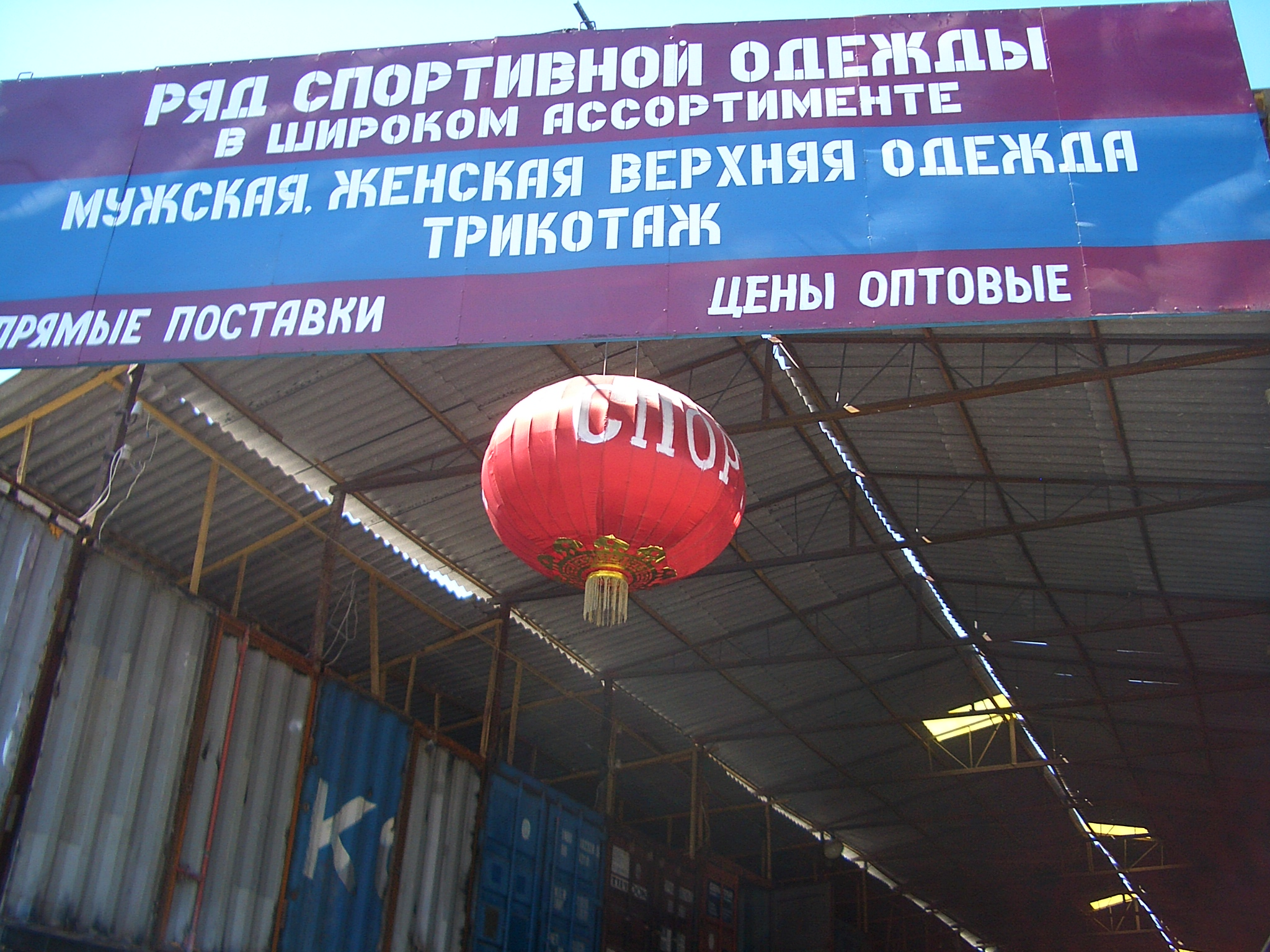
Interior do gigantesco Dordoy Bazaar de Bishkek, ocupado principalmente com os produtos chineses.

Na década de 1990, o comércio com a China cresceu enormemente. Particularmente importante é a reexportação de bens de consumo chineses para o vizinho Uzbequistão (principalmente via Karasuu Bazar em Kara-Suu, província de Osh) e ao Cazaquistão e Rússia (principalmente via Dordoy Bazaar em Bishkek).  Devido à sua afinidade linguística e cultural com os chineses (particularmente os hui), a pequena comunidade dungan do Quirguistão desempenha um papel significativo no comércio.
Em alguns quadrantes políticos, a perspectiva de dominação chinesa estimulou a nostalgia pelos dias de controle de Moscou. 

## Cooperação
Os recentes acontecimentos no Quirguistão têm sido motivo de grande preocupação para a China, não só devido à questão dos uigures, mas também devido a problemas com o narcotráfico. Durante a Revolução das Tulipas de 2005, a China considerou os desenvolvimentos no Quirguistão tão importantes que levantou a possibilidade de implantar forças de combate.  Em 2010, um porta-voz do Ministério das Relações Exteriores da República Popular da China afirmou que "estava profundamente preocupado com a evolução da situação no Quirguistão e esperava ver um restabelecimento  da ordem e da estabilidade no país e que questões relevantes deveriam ser resolvidas através dos meios legais".  Um exercício conjunto de contraterrorismo estava programado para o outono de 2010 entre os dois países, que incluiria 1.000 oficiais do Exército e da Força Aérea e soldados da China.